# Hemitaurichthys thompsoni
Hemitaurichthys thompsoni är en fiskart som beskrevs av Fowler 1923. Hemitaurichthys thompsoni ingår i släktet Hemitaurichthys och familjen Chaetodontidae. IUCN kategoriserar arten globalt som livskraftig. Inga underarter finns listade i Catalogue of Life.